# Giorgio Gandini (ingegnere)
Giorgio Gandini (Ferrara, 1º marzo 1893 – Ferrara, 2 febbraio 1963) è stato un ingegnere e architetto italiano.

## Biografia

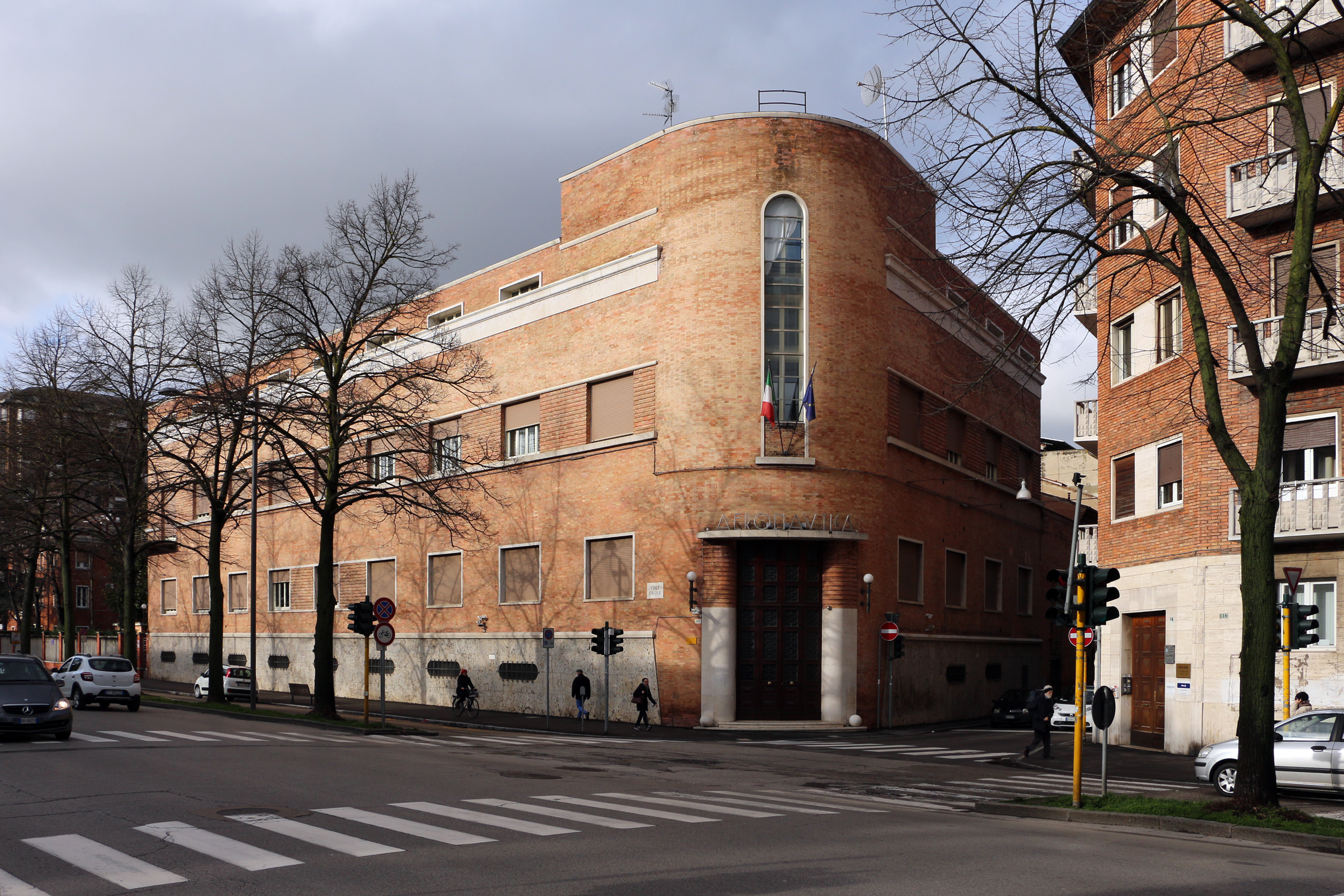
Palazzo dell'Aeronautica, a Ferrara, progettato da Giorgio Gandini.

Iscritto alla facoltà di ingegneria si laurea in architettura nel 1921. Nella sua attività professionale diventò il principale esponenti del Razionalismo italiano a Ferrara. Attirato dalle idee futuriste lavorò ai primi studi per il nuovo Stadio Comunale e anche per l'Istituto dell'edilizia popolare di Ferrara.
Prese parte al restauro di edifici rinascimentali come Palazzo di Renata di Francia e Casa Cini. Svolse mansioni di grande responsabilità all'interno della SADE, la società elettrica del conte Vittorio Cini.
Partecipò all'intervento urbanistico di Ferrara noto come Addizione Novecentista, realizzato nella prima metà del Novecento, e nell'ambito di questa ricostruzione cittadina progettò due edifici importanti: la Casa del Fascio e il Palazzo dell'Aeronautica.